# Balizem
Balizem (tudi hemibalizem) uvrščamo med diskinezije, oziroma motnje gibanja. Gre za nehotene, hitre, nasilne, nekoordinirane gibe, ki so predvsem v proksimalnih mišicah, kot so ramena in kolki. Balizem je redek, nekoliko pogostejši je hemibalizem - to so hitri, nekoordinirani gibi samo na eni strani telesa. Članek govori pravzaprav o obeh motnja, kar bomo poimenovali  balizem/ hemibalizem, saj se  motnji  razlikujeta le po lokaciji in razporeditvi gibov. Za balizem/hemibalizem so značilni sunkoviti gibi z visoko amplitudo, ki se tipično pojavljajo tudi v spanju.
Od ostalih motenj gibanja, še posebej od horae, ga ločimo po visoki amplitudi in sunkovitih gibih predvsem v proksimalnih delih telesa. Poslabšajo se z gibanjem, izboljšajo v mirovanju, a ostanejo tudi v spanju. S časoma lahko proksimalni balistični gibi izginejo, ostanejo pa predvsem na distalnih delih okončin in jih težko ločimo od horeatičnih gibov. 
V zadnjem času nehotenih zgibkov ne poimenujemo več tako natančno (horea, atetoza, distonija, balizem), saj so si ti zgibki zelo podobni. Razlikujejo se po hitrosti in lokalizaciji.

### Epidemiologija
Balizem/hemibalizem je zelo redka motnja, zanjo zboli  približno 1/500.000 letno.  Pojavlja se večinoma pri ljudeh, starejših od šestdeset let. Redko se pojavlja pri otrocih, in sicer pri Sydenhamsovi horei.  Motnja  je enako pogosta pri moških in ženskah, ne glede na raso.  2/3 pacientov ima hemi/balizem kot posledico možganske kapi (cerebrovaskularnega inzulta). 

### Zgodovinsko
Balizem/hemibalizem je izredno redka motnja gibanja. Leta 1956 je ameriški nevrolog Whittier predstavil izsledke pacientov s to motnjo ameriški nevrološki skupščini. V tridesetih letih je zbral le šestdeset takih primerov. Whittier je bil tudi prvi, ki je skušal dokazati anatomsko mesto motnje. Skupaj s sodelavci je izvajal eksperimente na opicah in odkril, da ob poškodbi subtalamičnega jedra izzove balistične gibe. Hemibalistične gibe na polovici telesa je izzval na nasprotni strani poškodbe subtalamičnega jedra. Dolga leta so balizem/hemibalizem povezovali le s poškodbami subtalamičnega jedra, kasneje pa so s slikovno diagnostiko pri človeku dokazali, da je lahko okvara tudi drugje - v področju bazalnih ganglijev ali njegovih zank. 
Kasneje so razvili tudi metode s katerimi so v subtalamično jedro vbrizgavali kainsko kislno ter ibotenično kislino in s tem povzročili enako motnjo, ki pa je reverzibilna. V zadnjih letih je napredovala predvsem slikovna diagnostika, ki prikaže natančno lokacijo lezij, ki poškodujejo omenjene strukture. Revolucionarna pa je tudi uporaba novih, učinkovitejših zdravil, ki so bistveno izboljšale prognozo te bolezni. Zato je danes balizem/hemibalizem relativno enostavno rešljiva ali vsaj obvladljiva motnja. 

### Anatomska lega
Za balizem/hemibalizem  so pomembna  naslednja anatomska mesta v možganih. Bazalni gangliji so skupina jeder različnega izvora, ki tvorijo funkcijsko enoto. Ležijo na bazi sprednjega dela možganov in so povezani s kortiko-bazalnimi-ganglije-kortikalnimi zankami  z  možganskim korteksom (skorjo).
Najpomembnejše zanke so: 
1. Motorična zanka: skrbi za kontrolo motorike
2. Okulomotorna zanka: kontrola očesnih gibov
3. Lateralna orbitofrontalna zanka: kontrola vedenja, obsesivne-kompulzivne  motnje
4. Dorzolateralna prefrontalna  zanka: eksekutivno delovanje, delovni spomin, načrtovanje.
5. Anteriorna cingultana zanka: okrepitev ostalih signalov. 
Pri balizmu/hemibalizmu je najpogosteje motnja nekje v motorični zanki. 
Glavna pot iz možganske skorje poteka do striatuma (ki ga sestavljata putamen in nucleus caudatus) in nato do bazalnih ganglijev (Globus pallidus eksterna GPe). Preko globus pallidusa pars interna (GPi ) in talamusa (subtalamičnega jedra) ponovno nazaj v možgansko skorjo.  
Globus pallidus interna  (Gpi)  je inhibitorno jedro, ki zavira talamus (ta pa ekscitira možgansko skorjo, da prekine gibe). Zmanjšano delovanje v GPi se kaže kot hemibalizem, saj talamus ni inhibiran, s tem pa v možganski skorji ni aktivnosti, ki bi zavrla nehotene gibe. 
Subtalamična jedra (STN)  spodbujajo GPi, da zavira talamus in s tem nehotene gibe. Poškodba STN je najpogostejši vzrok hemibalizma, saj zaradi  okvare bodisi dovodne ali odvodne poti GPi ne more delovati pravilno. 
Putamen sestavlja skupaj z nukleusom caudatusom striatum, preko katerega teče zanka iz korteksa v GPi.  Okvara le-tega pa prav tako prekine kortiko-bazalno-ganglije-kortikalno zanko, kar ponovno povzroči hemibalizem. 
Nukleus caudatus je zadolžen za premike, ki jih zavestno opravljamo, zato poškodbe v tem delu povzročajo hemibalizem pri hotenih gibih.

### Etiologija
Balizem/hemibalizem je največkrat posledica okvare subtalamičnih jeder, ta so prizadeta na kontralateralni strani od dejanskih hemibalističnih gibov. To pomeni, da če so prisotni sunkoviti, nekoordinirani gibi na levi strani telesa, bo subtalamično jedro prizadeto v desni hemisferi možganov in obratno.  

#### Cerebrovaskularni inzulti
Najpogosteje so subtalamična jedra prizadeta zaradi majhnih cerebrovaskularnih inzultov (možganskih kapi)  v področju bazalnih ganglijev. Možganska kap je nenadna in nepovratna izguba možganskih funkcij zaradi okrnjene dostave kisika možganskim celicam. Vzrok je lahko infarkt, kar pomeni, da pomanjkanje dostave sveže krvi, s tem pa kisika, nastane zaradi zapore žile. Aterosklerotične žile v svoji steni kopičijo izbočene vozličaste t. i. aterome (v njih so holesterolni kristali, z maščobo polnjeni makrofagi), ti so povrhu kalcificirani. Ateromi lahko pregradijo celotno žilno steno, ali pa zmanjšajo žilni volumen s tem pa dostavo krvi možganskim celicam. Če ateromi počijo in se napolnijo s krvjo, nenadoma zaprejo žilno steno in s tem povzročijo infarkt. Zaporo žile pa lahko povzroči tudi krvni strdek (embol), ki najpogosteje nastane pri atrijski fibrilaciji (migetanju srčnih preddvorov). Iz levega preddvora srca pri iztisu krvi embulus  odnese v možgane in tam povzroči zaporo žile ter posledično infarkt. Okrnjeno dostavo kisika pa povzroča tudi krvavitev intrakranialno in ekstrakranialno. Intrakranialna krvavitev je krvavitev v možganski parenhim ali v ventrikle. To se zgodi  kot posledica, ko poči ena izmed intrakranialnih žil. Nastane lahko tudi kot posledica počenih anevrizem, manjših žil in prirojenih žilnih malformacij. Hemibalizem  zaradi možganske kapi je samoomejujoč, kar pomeni, da se bo z okrevanjem po možganski kapi relativno dobro popravil sam od sebe.  

#### Neoplazme (Novotvorbe)
Neredko pa je vzrok hemibalizma tudi rastoči tumor v bazalnih ganglijih. Po odstranitvi tumorja lahko ta motnja tudi izgine. Tumorji v možganih najpogosteje nastanejo zaradi nenormalne delitve in rasti celic, nastanejo t. i. neoplazme ali novotvorbe. Tumor pa lahko nastane kot posledica tuberkuloznega meningitisa (pri okužbi z bakterijo Mycobacterium Tuberculosis ali bovis). Tudi ta poškoduje bazalne ganglije in povzroči balistične/hemibalistične gibe. 

#### Travmatske poškodbe glave
so najpogosteje pri poškodbah zaradi nasilja. Pride do  poškodb bazalnih ganglijev, ki  se končajo z balizmom/hemibalizmom. 

#### Ekstrapiramidne motnje
Balizem je lahko posledica ekstrapiramidnih motenj, kot so nevrodegenerativne bolezni bazalnih ganglijev. Med najbolj poznanimi so Parkinsonova bolezen in drugi parkinsonizmi (bolezni po etiologiji podobne pojavu Parkinsonovi bolezni).  Pri Parkinsonovi  bolezni  gre za propad celic v bazalnih ganglijih, ki proizvajajo dopamin. Kot posledico tega pomanjkanja pa največkrat vidimo tresenje rok, kot pri štetju kovancev, rigidnost, pacient se drži sključeno in hodi z majhnimi koraki ter upadlo mimiko obraza, kot bi si nadel masko. Redko pa lahko pri tej bolezni odkrijemo tudi diskinetične gibe kot je balizem/hemibalizem, ki ga uvrščamo med pozitivne fenomene.   

#### Sistemske bolezni
Balizem/hemibalizem se pojavi tudi pri nekaterih sistemskih boleznih. Pri zvišani telesni temperaturi in pri aketotični hiperglikemiji (v krvi ne najdemo zvišanih ketonskih teles, pač pa zvišano raven sladkorja, glukoze, v krvi nad 11,5 mmol/l). Visoka raven sladkorja povzroči poškodbe, lezije, v subtalamičnem jedru, ki jih najdemo pogosteje pri starejših. Prav tako so lahko lezije v putamenu, Globusu Pallidusu in kaudatnem jedru. Balistični/hemibalistični gibi se pojavijo, ko se raven glukoze v krvi zelo dvigne. Ponehajo pa z znižanjem ravni glukoze v krvi.  Samo povišana glukoza naj ne bi povzročila balizma/hemibalizma, temveč majhne, petehialne krvavitve v bazalnih ganglijih. Morda pa hiperglikemija povzroča zmanjšano produkcijo GABA in Acetilholina, ki prav tako vodita v balizem/hemibalizem.

#### Amiotrofična lateralna skleroza
je huda degenerativna bolezen živčevja pri kateri pride do propada zgornjih in spodnjih motoričnih nevronov. Postopoma nastopi  popolna ohromelost vseh mišic. Senzorika pa pri tem ni poškodovana. Propadejo lahko tudi nevroni v bazalnih ganglijih in s tem povzročijo hemibalizem, ki pa s propadom večine motoričnih nevronov pojenja.

#### Bolezni demielinizacije
kot so multipla skleroza, pomanjkanje vitamina B12 in druge, povzročajo propad mielinske ovojnice nevronov. Lahko so prizadeti tudi nevroni v bazalnih ganglijih, kar poleg  tipičnih ekstrapiramidnih motenj povzroča tudi balizem/hemibalizem. 

#### Pri Avtoimunskih boleznih,
predvsem pri Sistemskem lupusu eritematozusu (SLE), se lahko pojavijo hemibalistični zgibki.

#### HIV pozitivni pacienti
imajo lahko balistične/hemibalistične gibe, ko bolezen preide v AIDS.  Zaradi padca imunosti so pacienti izpostavljeni pogostim infekcijam. Najpogosteje povzroča balizem/hemibalizem toksoplazmoza, ki pušča lezije v predelu bazalnih ganglijev. Balizem/hemibalizem povzroči tudi hipoglikemija pri jemanju zdravila pentamidin, ki ga jemljejo pacienti z AIDS-om. 

#### Tudi nekatera zdravila
povzročajo diskinezije  kot sta balizem in hemibalizem. Med njimi so: Levodopa (prekurzor dopamina, ki se uporablja pri zdravljenju Parkinsonove bolezni), Fenitoin (zavira nenormalno možgansko aktivnost, tako da deaktivira Na-ionske kanalčke. Tako stabilizira možganske celice. Uporablja se kot antiepileptik.) in nekateri  oralni kontraceptivi.

### Diferencialna diagnoza
Balizem/hemibalizem zlahka zamešamo s katerokoli hiperkinetično motnjo, zlasti horeo. Pomagamo si predvsem s tem, da imajo balistični gibi visoko amplitudo. Prisotni so tudi ponoči in se nahajajo v proksimalnih delih udov. Lahko zavzamejo tudi obrazne mišice.

### Laboratorijske preiskave
Osnovna krvna slika, sedimentacija eritrocitov v krvi, raven glukoze v krvi, VDRL, ANA test, PT, aPTT, test nosečnosti in preiskave urina so prve preiskave, ki jih naročimo. Kasneje lahko dodamo testiranje za HIV, preverjanje koncentracije antikonvulzivov v krvi, mikrobiološka kultura žrela ter test na antistreptolizinska protitelesa.  

### Slikovna diagnostika
S CT (računalniška tomografija) in MRI (magnetna resonanca) skušamo dokazati lokacijo lezije  v možganih. Diagnoza z MRI-jem je bolj natančna, saj je bolj občutljiva in točno pokaže spremembo tkiva in njegovo lokacijo.  

### Zdravljenje
Pri zdravljenju je najpomembnejše, da odkrijemo vzrok, ki povzroča balistične/hemibalistične gibe. Če je to hiperglikemija, okužba s toksoplazmo, druge infekcije ali neoplazme lahko odstranimo primarno bolezen, s tem pa odpravimo tudi balizem/hemibalizem. Hiperglikemijo bomo zdravili z injekcijami inzulina in primerno dieto. Toksoplazmozo s pirimetinom, sulfadiazinom in atovaquonom. Neoplazme pa v odvisnosti od tipa, lokacije in funkcije prizadetega mesta, z radioterapevtskim sevanjem, kirurškim posegom ali s kemoterapijo.  
Nujno je tudi, da pacientu nudimo podporno terapijo, s katero preprečimo poškodbe zaradi nekontroliranih gibov, preprečimo druge infekcije kot so pljučnica in infekcije urinarnega trakta. 
Za zdravljenje balizma/hemibalizma, ki ni samoomejujoč ali pa ga ne pozdravimo z odstranitvijo primarne bolezni, uporabljamo zdravila. Z njimi želimo doseči remisijo (ozdravitev) bolezni ali pa vsaj ublažitev simptomov. 
Antagoniste dopamina uporabljamo za prehodne pa tudi stalne (ti so prisotni večino časa) balistične gibe. So standardna zdravila in so učinkovita pri devetdesetih procentih pacientov. Dopamin sicer ni direktno povezan z balizmom/hemibalizmom, a so se ta zdravila izkazala za najboljša. Uporabljajo pa se predvsem s haloperdiolom, pimozidom in klorpromazinom.  
ITB Terapija  ali intratektalna baklofenska terapija se uporablja pri različnih motnjah gibanja, lahko tudi pri balizmu/hemibalizmu. Učinkovito zmanjša balistične/hemibalistične gibe. Deluje pa tudi do šest let po aplikaciji. 
Tetrabenazini se uporabljajo pri blaženju simptomov hiperkinetičnih sindromov. Deluje tako da zmanjšuje raven dopamina v bazalnih ganglijih. Drastično zmanjša simptome, a takoj, ko prenehamo z zdravljenjem ali zmanjšamo dozo zdravila, se balistični/hemibalistični gibi povrnejo.
Nekaterim pacientom pomagajo benzodiazepini, ki ojačijo delovanje GABA-A in  učinkujejo kot sedativi, anksiolitiki, hipnotiki in mišični relaksanti. Drugim pomaga Reserpin, ki  zmanjša raven katholaminov, s tem pa zniža pritisk in umiri organizem. Je antihipertenzik in antipsihotik. V zadnjem času pa se je za učinkovito izkazala tudi valproična kislina, ki se uporablja kot antikonvulzant, antidepresiv in antiepileptik.
Funkcionalna Nevrokirurgija pride na vrsto le v skrajnih primerih, ko nobeno zdravljenje z zdravili ni učinkovito. Globus pallidus poškodujemo, naredimo lezijo ali pa povzročimo globoko možgansko stimulacijo. Slednja je težje izvedljiva, saj mora biti pravilno in kontinuirano izvedena. 
Med pomembne vidike zdravljenja sodi tudi poduk pacienta in njegovih svojcev o tej motnji. Nekateri strokovnjaki pa priporočajo vaje iz koordinacije, ravnotežja in kontrole gibov. Prav tako je izjemnega pomena tudi okolje, ki takega pacienta sprejme in ga spodbuja. 
Kontraindikacije za zdravljenje:  Nevroepileptikov ne smemo uporabiti pri pacientih, ki so imeli prej kakršnokoli preobčutljivo reakcijo na ta zdravila. Pri pacientih z malignim nevroleptičnim sindromom in pri tistih, ki imajo sindrom podaljšanega QT intervala. 
Opozorilo:  Glavni problem pri dolgotrajni uporabi dopaminskih antagonistov je razvoj ekstrapiramidnih stranskih učinkov kot so ataksija, z zdravili povzročeni parkinsonizmi, tardivna diskinezija in maligni nevroleptični sindrom. Drugi stranski učinki so sedacija,  sprememba srčne prevodnosti, zvišanje telesne teže, makulopapularna srbečica, holestatična zlatenica, prehodna leukopenija in fotosenzitivnost. 

### Prognoza
Balizem/hemibalizem je izredno redek pojav in je bolezen predvsem starejših ljudi, zato je prognoza, vsaj do nedavnega, bila slaba. Pacienti so pogosto umirali zaradi progresivnega izčrpanja, srčne odpovedi in pljučnice. Z uvedbo učinkovitih zdravil pa se je preživetje drastično povečalo. Povečalo se je tudi število tistih, ki so spontano ozdraveli v času po terapiji z zdravili. Tisti, ki pa z zdravili ne dosežejo remisije, lahko z njimi balistične/hemibalistične gibe relativno dobro obvladajo.